# Nicolás Uriarte
Nicolás Uriarte (Buenos Aires, 21 de marzo de 1990) es un jugador argentino de voleibol que actualmente juega para el Sada Cruzeiro de la Serie A de la Superliga Brasilera de Voleibol Masculino. Es miembro de la selección masculina de voleibol de Argentina, con la que ha participado de diversos eventos incluyendo el torneo masculino de voleibol de los Juegos Olímpicos de Londres 2012. 

## Carrera deportiva
Durante su niñez, Uriarte practicó fútbol y voleibol. En el Azul Voley Club comenzó a competir con el equipo de minivoley, participando a partir de los 6 años de edad en los torneos organizados por la Federación Bonaerense de Voleibol.
Debido al trabajo de su padre, se mudó junto a su familia a Australia. Allí, en el año 2004, hizo su debut en la posición de líbero en el Canberra Heat, un equipo profesional de la Australian Volleyball League.
Ya de regreso en su país, prosiguió con su formación en el Club Ciudad de Buenos Aires. En 2006 se incorporó a GEBA, que lo integró al equipo superior que consiguió el ascenso en 2007 a la máxima categoría del voleibol profesional argentino. En esa ocasión le tocó compartir plantel con Hugo Conte y su hijo Facundo Conte.
Uriarte jugó los dos siguientes años en la Liga Argentina de Voleibol, siendo reconocido por la prensa especializada como uno de los jugadores jóvenes argentinos con mayor proyección en su disciplina deportiva: el diario Clarín lo designó como el Jugador Revelación en 2007 y al año siguiente lo destacó como el Mejor Jugador de Voleibol del Año. También en 2008 el Círculo de Periodistas Deportivos de Buenos Aires le otorgó el Olimpia de Plata.
En 2009 dejó su país para competir en Italia. Jugó una temporada en segunda división con el Zinella Volley Bologna, pasando durante la temporada siguiente al M. Roma Volley, un equipo de la primera división italiana.
Retornó a la Argentina en 2012. Actuó una temporada con Boca Juniors y otra con Buenos Aires Unidos, guiando en ambas ocasiones a sus respectivos equipos a la final del torneo y perdiendo en esas instancias contra UPCN San Juan Vóley.
En 2013 retornó a Europa, siendo fichado por el Skra Bełchatów de la Polska Liga Siatkówki. Allí permanecería los siguientes cuatro años, consiguiendo el título de la Liga en 2014, la Supercopa en 2015 y la Copa de Polonia en 2016. 
En 2017, fue contratado por el club Sada Cruzeiro.

## Selección nacional

### Juvenil
Uriarte disputó el Campeonato Mundial de Voleibol Masculino Sub-19 de 2007 organizado en México, donde su equipo finalizó cuarto y él fue reconocido como el mejor armador del torneo.
En 2009 fue parte del plantel que obtuvo la medalla de bronce en el Campeonato Mundial de Voleibol Masculino Sub-21 de la India.
Asimismo también jugó en el Sudamericano Sub-19 de 2006 -donde los argentinos fueron subcampeones- y en el Sudamericano Sub-21 de 2008 -que culminó con Argentina obteniendo el título y con Uriarte siendo designado como el mejor armador, el mejor sacador y el MVP de la competición.

### Mayor
En 2009 debutó en el seleccionado mayor. Ese año disputó la Liga Mundial de Voleibol, torneo del que volvería a participar en las siguientes siete ediciones hasta 2016, incluyendo la de 2011, donde Argentina obtuvo un histórico cuarto puesto.
En 2012 formó parte del equipo que consiguió la clasificación a los Juegos Olímpicos y que actuó luego en el respectivo torneo masculino de voleibol, donde finalizaron en la quinta ubicación.
Asimismo, Uriarte obtuvo la medalla de bronce con su equipo en los Juegos Panamericanos de Guadalajara 2011 y la de oro en los Juegos Panamericanos de Toronto 2015.

## Palmarés

### Selección nacional
- Medalla de oro en los Juegos Panamericanos de Toronto (1): 2015
- Medalla de bronce en los Juegos Panamericanos de Guadalajara (1): 2011

## Vida privada
Es hijo de Jon Uriarte, integrante del destacado equipo argentino de voleibol que obtuvo la medalla de bronce en los Juegos Olímpicos de Seúl 1988. Es hermano de Ezequiel Uriarte y de Delfina Uriarte, quienes también han jugado al voleibol de manera competitiva. 